# 이자혜
이자혜(李慈惠, 1991년 12월 16일 ~ )은 대한민국의 만화가이다. 겸디갹이라는 예명으로도 잘 알려져 있다. 미지의 세계라는 작품을 레진코믹스에 연재하던 중, 2016년 한 지인으로부터 공개적인 비난을 받은 사건으로 인해 연재가 중단되었다.

## 약력
- 충의중학교 졸업
- 송현고등학교 졸업
- 홍익대학교 예술이론학 학사
- 2014 레진코믹스에 〈미지의 세계〉 연재(완결)

## 활동
공식적인 데뷔는 웹툰연재사이트 레진코믹스에서 미지의세계를 연재하기 시작한 2014년 8월로 본다. 이전에는 공식홈페이지나 〈디시인사이드>, 〈비정기 문화잡지 도미노〉, 〈전방위 이종문화리뷰지 나불나불〉등 여러 커뮤니티에서 '겸디갹'이라는 예명으로 만화를 그려 연재하였다. 〈애플시나몬의 야채소동〉을 출판하였고 현재 〈미지의 세계〉가 재단법인 한류문화인진흥재단의 후원에 의해 모금율 274%를 기록하고 4월26일 1권을 출판했다. 1권에서는 〈미지의 세계〉1화부터 18화까지의 내용을 담고있다.
웹툰 연재 외에도 다채로운 예술활동을 벌이고 있다. 2013년 복합문화공간 무대륙에서 열린에서 자신이 출판한 〈애플시나몬의 야채소동〉을 낭독하는 행사 〈Talk Performance Screening〉에 참여하였으며, 2014년 8월에는 인사미술공간에서 열린 이미래 개인전 〈낭만쟁취_War Isn’t Won by Soldiers It’s Won by Sentiment〉에 단편만화 〈금덤판〉을 협업의 형태로 진행하여 참여하였다. 2014년 11월에는 커먼센터에서 열린 〈청춘과 잉여〉전시에서 자신의 작품 〈페미닌 전사〉를 벽화의 형태로 제작하여 참여하였다.

## 성폭행 사주 논란
2016년 10월, 이자혜가 과거 2013년에 자신의 남자 지인 B가 10대 여자 청소년 A를 성폭행하도록 방조 내지는 사주했다는 주장이 제기되었고, 이자혜는 처음에 이를 부인했으나 곧 이를 인정하는 듯한 발언을 하였다. 이로 인해 이자혜의 단행본, 표지를 그린 문학잡지가 회수되었다. 또 레진코믹스에 연재되었던 《미지의 세계》는 사이트에서 삭제되었다. 며칠 뒤 이자혜는 다시 고발 내용을 부인하며 A가 성폭행을 당했다 하더라도 자신에게 그 사실을 알리지 않았기에 알 수 없었다는 내용을 담은 입장문을 게시하였다.
이후 A는 이자혜를 명예훼손과 모욕 등의 혐의로, B를 성폭행 등으로 고소하였다. 이자혜의 성폭행 모의·방조 혐의는 경찰 조사 단계에서 증거불충분으로 죄명에 포함되지 않았다. 검찰은 이자혜의 혐의에 대해 증거불충분·공소권 없음 등의 이유로 불기소 처분하였고 B의 혐의에 대해서도 증거불충분으로 불기소 처분하였다. 이후 A는 검찰의 결정에 불복해 항고했다.

## 작품목록
| 연도 | 작품명 |
| ---- | --- |
| 2006 | 다크에 어둠 |
| 2007 | 쥬얼리 매직전사, 다람쥐, GG의 기묘한 모험 |
| 2008 | Blue Blood, 블러드 마이너스, 라비린스, 밀크앤허니, 테이스트릿 브레이슬릿, 천사소녀지영                                                                         |
| 2009 | 간난이의 다이어리, High rising, 토탈 이클립스, 케이크 워커 |
| 2010 | catch the sun, 핑키랜드, 이피와 친구들, 임프 글릭시굴드 |
| 2011 | 북극의 연인들, You are in gay, condition, 심야피플, 마지막날, 니니의 잠자리                                                                                    |
| 2012 | 고급인간의 언약, ooze, 효도자, 허가이축출, 반지하드코어, 얻어먹기의 종말, 두부차일드, 슬픈시체                                                                 |
| 2013 | 페미닌전사 극장: 여왕과 애키, 만화즈, 이기주의자, 포도주와 포타주의 식사, 지식의 상아탑, seasick, 허공, 지옥의 만화, 춘키극장, 최후의 시장, 유와비의 깊은 시름 |
| 2014 | 페미닌전사 오리진의 전설, 팬터지, St. Lipee |

## 출판물
- 애플시나몬의 야채소동
- 금덤판
- 미지의 세계
- 아이들
- 밀알의 양식을 주옵시고

## 같이 보기
- 레진코믹스
- 선우훈
- 페미니즘